# 필립스 곡선
필립스 곡선(영어: Phillips curve)은 단기적으로 인플레이션율과 실업률 간에 상반관계(역의 상관관계)가 있음을 나타내는 곡선이다. 그래프의 세로축에 인플레이션율(물가상승률), 가로축에 실업률을 두면 우하향하는 곡선이 되는데, 이는 여러 나라의 시대별 자료에 대한 실증 연구를 통해 명목 임금상승률이 높을수록 실업률이 낮게 나타나는 반비례 관계임을 보여준다. 이러한 사실은 물가 상승과 실업 사이에는 상충 관계가 존재함을 의미하기 때문에 많은 경제학자들의 관심을 가지게 하였다.

## 역사

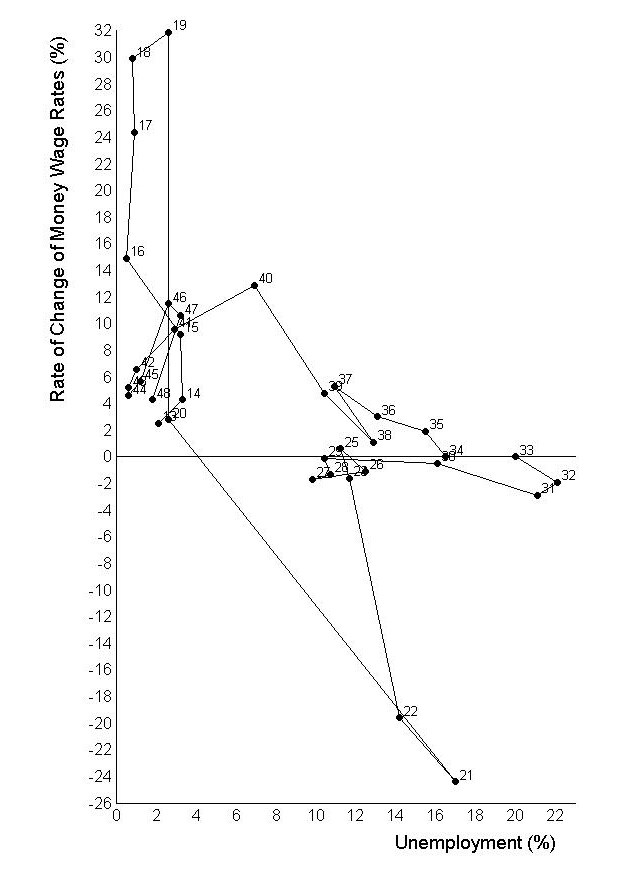
필립스(1958)가 제시한 필립스 곡선, 1913년~1948년 영국의 임금상승율과 실업률을 나타낸다.

영국의 경제학자인 올번 윌리엄 필립스(Alban William Pillips)가 1958년에 영국의 경제학술지인 Economica에 발표한 논문에서 1861년에서 1957년 사이의 영국의 자료를 분석한 결과 명목임금상승율과 실업률 간에 역(-)의 상관관계가 있음을 발견하였다. 즉 실업률이 낮은 해에는 임금상승율이 높고, 실업률이 높은 해에는 임금상승율이 낮다는 사실을 밝혔다. 1960년대에 들어 립시등의 여러 학자들이 각국의 자료를 분석한 결과등에서도 둘의 관계가 안정적인 역의 관계임을 확인하였고, 새뮤얼슨과 로버트 솔로의 연구를 통해 인플레이션과 실업 사이에서도 역의 관계가 성립함을 발견하였다.

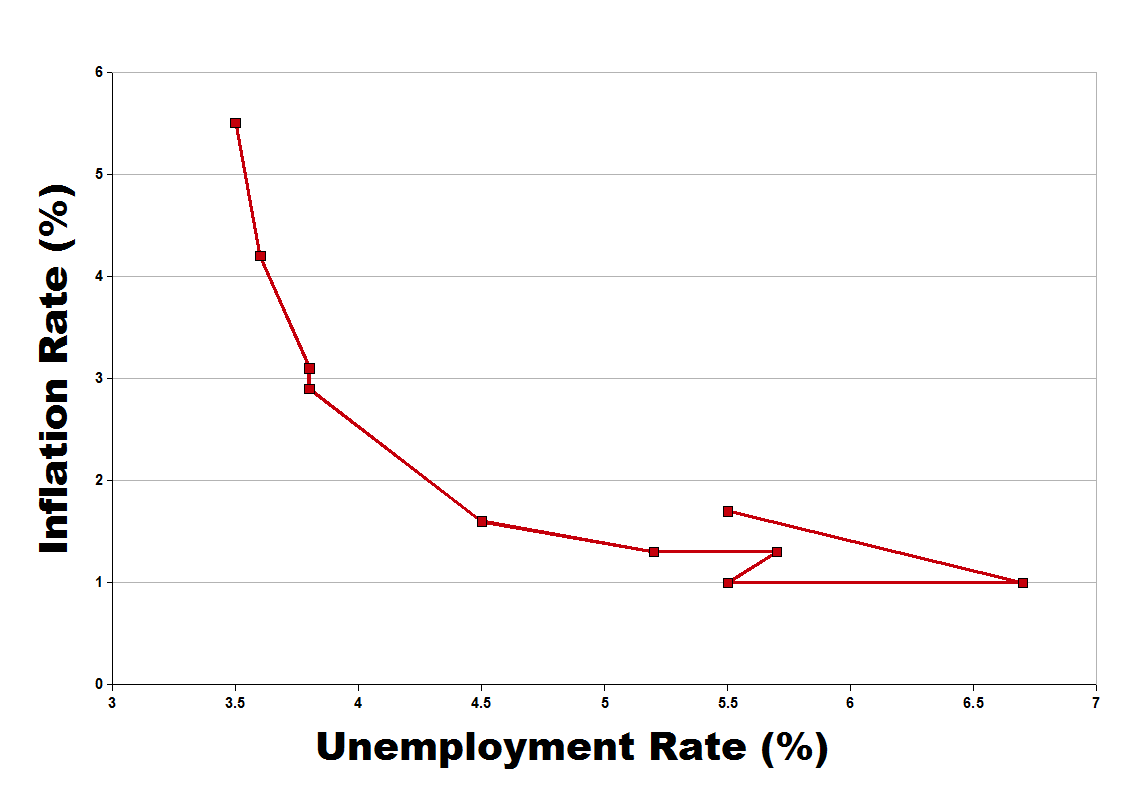
1960년대 미국의 필립스 곡선

필립스의 연구 결과는 케인즈학파의 재량적인 재정금융정책 사용의 적합성을 담지하였다. 당시 케인즈학파는 필립스 곡선이 안정적이라면, 적절한 재정 정책과 통화 정책을 사용하여 후생을 극대화시킬 수 있는 인플레이션과 실업의 조합에 도달할 수 있을 것이라고 보았다.
그러나 전통적 필립스 곡선 이론이 노동시장에서 노동자가 실질임금을 고려하지 명목임금을 고려하는 것이 아니라는 점을 간과하였다. 실업률이 낮고 인플레이션이 높은 상황에서는 인플레이션율을 지속적으로 과소 예측한 오류를 바로잡으면서 기대 인플레이션이 높아지게 된다. 기대 인플레이션이 상승하면서 실업률은 자연실업률 수준으로 되돌아간다. 장기적으로 인플레이션과 실업 사이의 상충 관계는 사라진다.

## 수식
전통적인 필립스 곡선은 다음과 같은 수식으로 표현된다..
{\displaystyle \pi =-\alpha (U-U_{n})\,}
({\displaystyle \alpha }>0, U=실제실업률, UN=자연실업률 )

## 스태그플레이션
1970년대 들어 경기 침체 속에서 물가는 상승하는 스태그플레이션이라고 하는 현상을 경험하면서 필립스곡선의 안정성에 대한 비판이 제기되었고 프리드먼 등의 경제학자들에 의해 자연실업률가설이 제시되었다. 필립스 곡선의 한계를 가장 잘 보여주는 현실의 예는 인플레이션율과 실업율이 함께 상승하는 스태그플레이션이다.

## 자연실업률
자연실업률(natural rate of unemployment)은 물가안정실업률(NAIRU;Non-Accelerating Inflation Rate of Unemployment) 또는 균형실업률이라 불리며, 노동시장이 균형이 이루고 있어 취업자와 실업자의 수가 변하지 않는 상태에서의 실업률을 말한다.
프리드먼과 펠프스는 경제활동을 하는 사람들은 적응적 기대를 하며, 이러한 상황에서 단기에는 사람들이 인플레이션율을 정확하게 예측하지 못하므로 필립스곡선이 우하향하여 인플레이션율과 실업률사이에 역의 관계를 가지나, 장기에는 인플레이션율을 정확하게 예측하게 되므로 인플레이션율과 관계없이 실업률은 자연실업률 수준에서 고정되고 필립스 곡선은 수직의 형태로 나타난다고 보았다.

## 같이 보기
- 실업
- 인플레이션